# Santuario Católico Eucarístico Diocesano San Antonio
El Santuario Cristiano Católico Eucarístico Diocesano San Antonio de Cañar, es un templo cristiano católico, que se encuentra ubicado al oeste de la ciudad de Cañar, en la Provincia de Cañar, Ecuador.

## Historia
La historia del Santuario, se remonta al milagro eucarístico, sucedido el 24 de junio de 1958, cuando tras el embate que le representó la peste bubónica en el cantón sin antes en 1934, año que marco la construcción de la capilla, se le presentó durante una misa en la que los fieles aseguraron haber sido testigos de la aparición del rostro de Jesús en la santa custodia, cuando comenzaron a notar un hecho extraño en la sagrada forma expuesta en la custodia aparecía una mancha negra, luego se distinguió claramente la imagen del Señor en la Hostia; la  misma visión experimental varas personas que estuvieron en la pequeña capilla, una de ellas salía hasta la plazoleta y al grito de ¡milagro! ¡milagro! Comunicaba a los fieles y curiosos que esteban en ese lugar.
Y todo el grupo de personas también contemplaban la visión unos sin previo aviso y otros advertidos por sus compañeros.
Este hecho suscitó un acontecimiento único que marco no solo a dicho cantón, sino a toda la nación, por el cual llamo la atención del clero nacional ante el milagro, el cual los padres de ese entonces recibieron la visita del entonces primer arzobispo de Cuenca, Mons. Manuel de Jesús Serrano Abad para que comprobara el hecho, cosa que fue reconocido por la Santa Sede, en ese entonces siendo ya reconocida por el papa Juan XXIII.

### Elevación de la capilla a Santuario
Tras este cambio de categoría también detallará que el párroco y sus sucesores serán nombrados directores del santuario, quienes estarán a cargo de la administración económica junto al consejo de pastoral, debiendo para esto presentar cada año en la curia, es decir a la Diócesis de Azogues, los respectivos detalles de la contabilidad manejada por los sacerdotes.

## Características y estilo
Este santuario es de arquitectura vernácula, propia del lugar, con el cual con los avances tecnológicos, se trata de rescatar lo más íntimo del templo para que se rescate lo más tradicional que representa el templo para los lugareños y por si para los turistas de la provincia, el país y del mundo.

### Ubicación
Se encuentra a 5 minutos de la calle que conecta a la vía Panamericana, y a 40 minutos de la ciudad de Azogues.